# Нкоси, Йоханнес
Йоханнес Нкоси (Johannes Nkosi; 3 сентября 1905, провинция Наталь — 17 декабря 1930, Дурбан, провинция Наталь) — южноафриканский коммунистический политик, один из крупнейших деятелей рабочего движения на юге Африки.
Принадлежал к народу зулусов. В детстве был батраком на ферме Пиксли около Стандертона и обучался в миссионерской школе, затем переехал в Йоханнесбург, где стал чернорабочим в большом домашнем хозяйстве. Вступив в 1919 году в профсоюз, начал активно принимать участие в забастовках. В 1926 году стал членом Коммунистической партии Южной Африки (КПЮА), учился и сам читал лекции в вечерней школе, организованной силами партии.
В феврале 1929 года создал отделение партии в городе Дурбане. Занимался распространением печатного органа компартии — газеты «Умзебензи» («Рабочий»). Пользовался сравнительно большим влиянием среди дурбанских коммунистов, однако по причине молодости был нелюбим многими возрастными деятелями.
Был избит и смертельно ранен (его череп был проломлен дубинкой, также он получил пулевые ранения в голову и живот) полицейскими 16 декабря (в «День примирения») 1930 года во время организованной коммунистами массовой демонстрации рабочих против системы «пропусков». В воззвании «К рабочим Южной Африки» Нкоси писал: «Никогда ни один живущий под солнцем народ не был настолько опутан цепями рабства. Нам не дают высказать свое мнение даже по поводу дел в нашем отечестве. Настало время пробудиться и подняться в полный рост. Мужчины, женщины, девушки — мы должны поддержать организации, борющиеся за нашу свободу».